# Požun (priimek)
Požun je priimek več znanih ljudi:
- Franc Požun (1895—1942), skladatelj, zborovodja, organist, multiinstrumentalist
- Katja Požun (*1993), smučarska skakalka
- Lojze Požun (1924—1995)?, zgodovinar NOB
- Matej Požun (*1999), šahist
- Miro Požun (1943—2018), rokometni trener
- Peter Požun (*1966), medicinski tehnik, logistik in politik
- Sandra Požun (*1972), fotografinja[1] [2]